# 2001 KL76
2001 KL76, também escrito como 2001 KL76, é um objeto transnetuniano (TNO) que está localizado no cinturão de Kuiper, uma região do Sistema Solar. Este corpo celeste está em uma ressonância orbital de 5:9 com o planeta Netuno. O mesmo possui uma magnitude absoluta de 6,6 e tem um diâmetro com cerca de 211 km.

## Descoberta
2001 KL76 foi descoberto no dia 22 de maio de 2001 pelo astrônomo Marc W. Buie.

## Órbita
A órbita de 2001 KL76 tem uma excentricidade de 0,097 e possui um semieixo maior de 44,438 UA. O seu periélio leva o mesmo a uma distância de 40,132 UA em relação ao Sol e seu afélio a 48,744 UA.